# Lilleø, Vordingborgs kommun
Lilleø är en ö i Danmark. Den ligger i Region Själland, i den sydöstra delen av landet. Lilleø är täckt av gräsmarker.